# Płuca pleopodialne

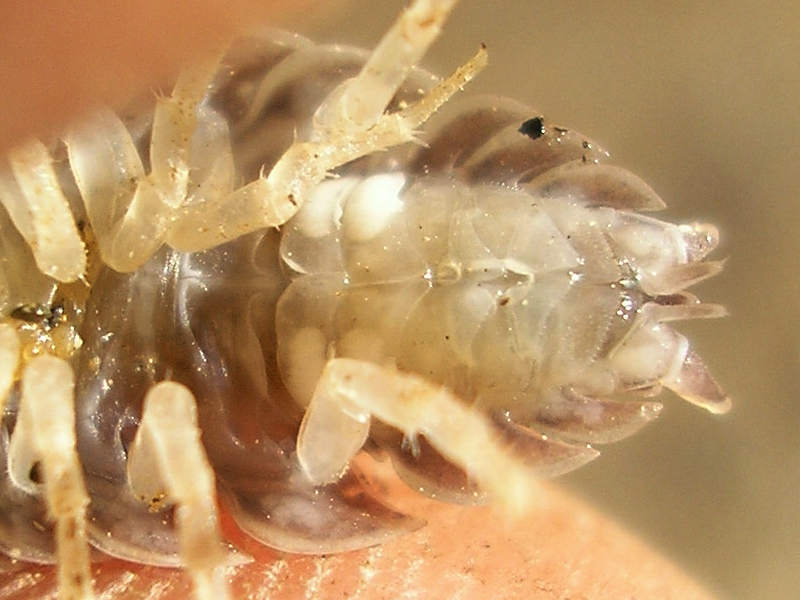
Porcellio laevis, płuca pleopodialne widoczne jako białe łaty na pleopodiach, tutaj na dwóch pierwszych parach

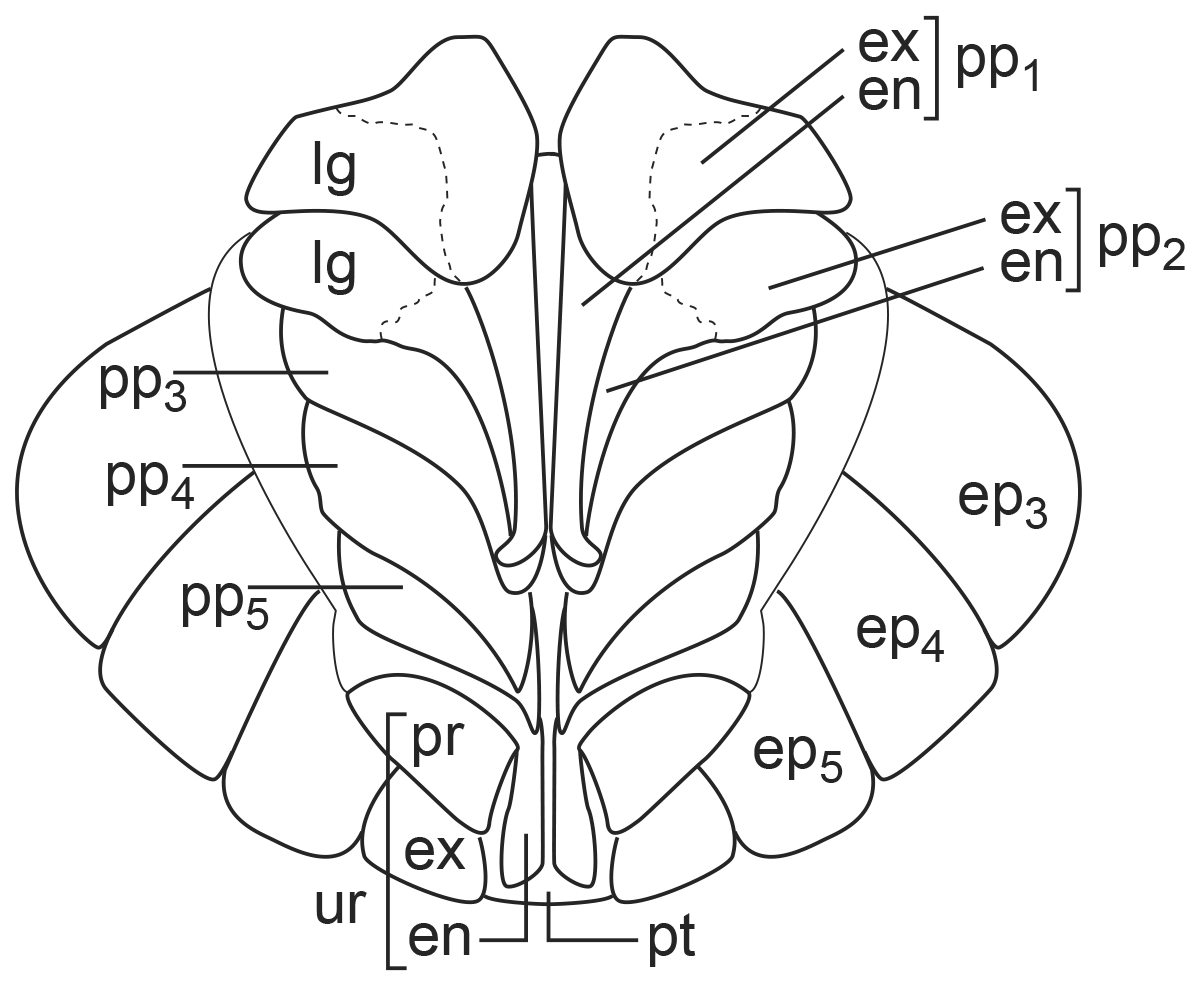
Armadillidium vulgare, pleon (odwłok) widziany od spodu, pp_{1–5} – pleopodia, en – endopodit, ex – egzopodit, lg – płuca pleopodialne.

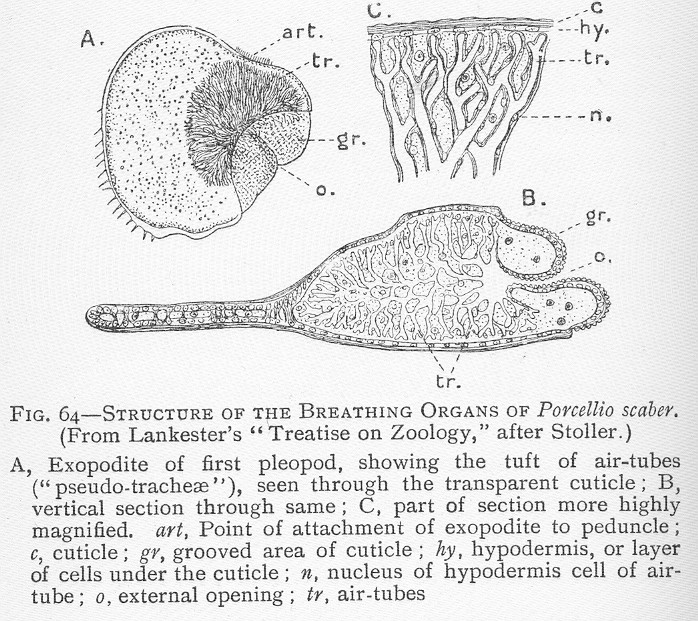
Prosionek szorstki (Porcellio scaber), płuco pleopodialne. A – widok egzopoditu pierwszego pleopodium, B – przekrój poprzeczny egzopoditu, C – powiększenie fragmentu przekroju, tr – rozgałęziające się rureczki powietrzne, o – przetchlinka, gr – „obszar wokółprzedchlinkowy”.

Płuca pleopodialne – narządy oddechowe służące do wymiany gazowej z powietrzem atmosferycznym, występujące na pleopodiach (wyrostkach odwłoka) lądowych skorupiaków z rzędu równonogów i podrzędu Oniscidea, na przykład u prosionka szorstkiego.
Płuca pleopodialne w zależności od gatunku wykazują różny stopień złożoności budowy – od odkrytej pofałdowanej powierzchni aż do przykrytych struktur zawierających rozgałęziające się rureczki powietrzne.
Te rureczki powietrzne ze względu na kojarzenie się z tchawkami znane są jako pseudotracheae (pseudotchawki).
U części gatunków płuca są widoczne gołym okiem jako pogrubione białe łatki na powierzchni pleopodiów+. Z tego powodu płuca pleopodialne znane są też jako ciała białe.

## Pleopodia
Pleopodia są to przekształcone odnóża odwłokowe. Występują po jednej parze na spodzie wolnych segmentów odwłoka (czyli na pierwszych pięciu). Nie są to odnóża kroczne. Mają formę spłaszczonych, ułożonych poziomo wyrostków. Każde pleopodium składa się z endopoditu (gałęzi wewnętrznej) i egzopoditu (gałęzi zewnętrznej).

## Płuca pleopodialne
Płuca pleopodialne są zlokalizowane na egzopoditach pleopodiów. Mogą być znajdować się na wszystkich pięciu ich parach, na pierwszych dwóch, tylko na pierwszej, tylko na drugiej, na pierwszych trzech. Rzadko płuca pleopodialne mogą być wtórnie całkowicie zredukowane.
Płuca pleopodialne mogą być:
- nieprzykryte[4] – płycej lub głębiej pofałdowana powierzchnia wymiany gazowej zajmująca znaczącą część grzbietowej ściany egzopoditu[3][4].

Nieprzykryte zupełnie płuca występują np. u Oniscus asellus (stonogi murowej).
Płuca z tej grupy mogą być też częściowo przykryte, np. u rodzaju Trachelipus (czyli m.in. prosionek pospolity T. rathkii)
- przykryte[4], w których powierzchnia wymiany gazowej jest rozwinięta wewnątrz egzopoditu, między jego ścianami[3][4]. Płuca te mogą być z:
  - wieloma przetchlinkami[3][4], np. u rodzaju Armadillidium (kulanka[4], czyli m.in. kulanka szara A. opacum])
  - jedną przetchlinką[3][4], np. u rodzaju Porcellio, do którego należy prosionek szorstki (P. scaber)[3] znany z tego, że może wygrzewać się w słońcu[7].

Od każdej przetchlinki odchodzi drzewko oddechowe składające się z rozgałęziających się rureczek (tubuli) powietrznych. Może być ono poprzedzone jamą, a rureczki oddechowe wnikać przy tym aż do odwłoka (pleonu). Tak jest u gatunków żyjących w ekstremalnie suchym środowisku, jak z rodzaju Periscyphis. Gatunki pustynne mogą posiadać przetchlinki zamykane.
Zewnętrzną część płuca przykrytego stanowi zwykle otaczający je hydrofobowy „obszar wokółprzedchlinkowy” (ang. perispiracular area). Nie pełni on funkcji oddechowych.
Kutykula (warstwa chityny) płuc nieprzykrytych oraz ścian rureczek powietrznych płuc przykrytych jest cienka.

## Pseudotchawki
Rureczki powietrzne ze względu na kojarzenie się z tchawkami znane są jako pseudotracheae (pseudotchawki), a cały narząd o charakterze pseudotchawkowym jako organon pseudotracheale (organ pseudotchawkowy). Pseudotchawki są też definiowane jako wewnętrzny pęczek rureczek powietrznych otwierający się na zewnątrz przez por. Tak czy inaczej odpowiadałyby one płucom pleopodialnym przykrytym.
Współcześnie termin pseudotracheae jest używany jako synonim płuc pleopodialnych i to powszechniej. Niektórzy autorzy odradzają jego stosowanie jako zamiennika dla płuc.

## Ciała białe
Płuca pleopodialne mogą być widoczne gołym okiem jako pogrubione białe łatki na pleopodiach. Dlatego znane są również pod nazwą ciała białe (łac. corpora alba, lp corpus album). Dotyczy to jednak bardziej zaawansowanych ich form, z rureczkami powietrznymi+. Informacje podawane w literaturze (np. kluczach do oznaczania) odnoszące się do obecności lub braku płuc dotyczą zwykle właśnie ciał białych, a nie płuc pleopodialnych w ogólności+. Biały kolor jest spowodowany obecnością powietrza i znika zwykle podczas utrwalania zwierząt.

## Skrzela
Gatunki słabo przystosowane do środowiska lądowego mogą oddychać przy pomocy skrzeli, których funkcję pełnią endopodity pleopodiów. Na przykład gatunki z rodzajów Ligia i Ligidium oddychają przy pomocy skrzeli (endopoditów), a w razie potrzeby na lądzie przez pofałdowaną powierzchnię egzopoditów. Funkcja endopoditów jako skrzeli została jednak zachowana u większości lądowych równonogów.